# Ладигіно
Лади́гіно (рос. Ладыгино) — присілок у складі Сарактаського району Оренбурзької області, Росія.
Стара назва — Ладигінський.

## Населення
Населення — 101 особа (2010; 95 у 2002).
Національний склад (станом на 2002 рік):
- росіяни — 84 %